# Yolanda Magallón Vallejo
Yolanda Magallón Vallejo (Tarassona, 5 de novembre de 1975) és una esportista espanyola que va competir en duatló. Va guanyar una medalla de bronze en el Campionat Europeu de Duatló Camp a Través de 2015 i va fer cinquena a la Copa del Món de triatló d'hivern.

## Palmarés internacional
| campionat Europeu | campionat Europeu       | campionat Europeu | campionat Europeu |
| any               | lloc                    | medalla           | prova             |
| ----------------- | ----------------------- | ----------------- | ----------------- |
| 2015              | Castro Urdiales Espanya | 3                 | individual        |